# José Balcaldi
José Alberto Balcaldi Tesauro (nacido el 17 de abril de 1955) es un magistrado uruguayo, quien se desempeña como ministro del Tribunal de lo Contencioso Administrativo desde marzo de 2023.

## Primeros años
Cursó estudios en la Facultad de Derecho de la Universidad de la República, donde se graduó como abogado en 1982.

## Juez de Paz en el interior
En agosto de 1986 inició su carrera judicial al ser designado Juez de Paz Departamental de Treinta y Tres.

## Juez de Paz en la capital
En abril de 1988 pasó a cumplir funciones en Montevideo como Juez de Paz Departamental de la Capital de Primer Turno.

## Juez Letrado en el interior
En agosto de 1988 fue ascendido al cargo de Juez Letrado de Bella Unión.
En febrero de 1989 fue trasladado al Juzgado Letrado de Rocha de Primer Turno.

## Juez Letrado en la capital
En noviembre de 1989 ascendió a cumplir funciones como Juez Letrado en Montevideo, inicialmente como Juez Letrado del Trabajo de Quinto Turno.
En julio de 1993 fue designado Juez Letrado en lo Penal de Cuarto Turno.

## Tribunal de Apelaciones
En octubre de 2005 recibió un nuevo ascenso al ser nombrado integrante del Tribunal de Apelaciones en lo Penal de Segundo Turno,donde permaneció durante más de diecisiete años.

## Tribunal de lo Contencioso Administrativo
El 9 de marzo de 2023 la Asamblea General lo eligió como miembro del Tribunal de lo Contencioso Administrativo, junto a Rosina Rossi, para cubrir las vacantes generadas por los ceses de Eduardo Vázquez Cruz y de Nilza Salvo.  Prestó juramento el mismo día.